# C.C. Zahlmann
Carl Christian Zahlmann (25. maj 1830 i København – 23. juni 1920) var en dansk officer.
Han blev født i hovedstaden, hvor hans fader Heinrich Christian Zahlmann (1797-1878) var fabrikant; moderen hed Johanne Pauline, født Christiansen. I 1843 blev han landkadet, og i 1847 erholdt han aldersorden som sekondløjtnant, medens han først afgik fra Landkadetakademiet i foråret 1848, uden endnu at have taget officerseksamen, og blev ansat ved 2. Reservebataljon. Med denne deltog han i kampene ved Nybøl og Dybbøl samt i slaget ved Isted; senere var han med i kampene ved Stenten Mølle og ved Brekendorf. I 1849 var Zahlmann blevet premierløjtnant, og fra november 1850 til marts 1859 var han ansat ved 6. Linjebataljon, gennemgik i 1854 en kavalerieksercerskole, gjorde samme år tjeneste som adjudant ved 4. Infanteribrigade og i 1855 som ordonnansofficer ved 2. Generalkommando; endvidere var han 1852-57 forstander for bataljonens undervisningsanstalter. Fra 1859 til 1863 var Zahlmann adjudant ved 2. Generalkommando og førte derefter, udnævnt til kaptajn, indtil marts 1864 kommandoen over et kompagni af 21. Regiment, hvormed han deltog i kampen ved Jagel. Han kom derefter til Fredericia og blev her chef for en arbejdsbataljon, men ansattes i maj ved 4. og i juli ved 3. Divisionsstab (her som souschef).
Efter fra december 1864 at have været til tjeneste ved 12. Bataljon udnævntes han ved gennemførelsen af Hærloven af 1867 til kaptajn af Generalstaben og var som sådan først virksom ved den taktiske afdeling, siden, fra 1872, ved 2. Generalkommando som souschef, idet han dog også gentagne gange var souschef ved lejrdivisionen og i 1870 stabschef ved øvelsesbrigaden omkring Kolding. I 1879 forfremmedes Zahlmann til oberst og chef for 16. Bataljon, 1882-86 var han stabschef ved 2. Generalkommando og derefter chef for 8. Regiment, indtil han i 1888 udnævntes til generalmajor og chef for 1. jyske Brigade. Som sådan fungerede han to gange som kommanderende general i 2. Generalkommandodistrikt og fik i 1892 Kommandørkorset af Dannebrogordenen af 1. grad. I 1897 forflyttedes han til København som chef for 1. Sjællandske Brigade, fra hvilken stilling han på grund af alder afskedigedes i 1900; samtidig fik han Storkorset af Dannebrog.
Zahlmann var frimurer og ordførende mester i St. Johanneslogen i Aarhus.
5. maj 1863 havde han ægtet Johanne Marie Bornemann (12. februar 1841 - 1926), datter af universitetsprofessor Frederik Christian Bornemann. Deres søn Carl Zahlmann (1864-1957) blev uddannet jurist og blev byfoged, borgmester og dommer i Hillerød. 
Som pensionist havde C.C. Zahlmann sommerbolig i Skovridergårdens Villaby ved Geels Bakke i Holte.